# سفيروكوبالتيت
السفيروكوبالتيت هو معدن صيغته الكيميائية CoCO3 . وهو ملح الكربونات للكوبالت . ويشكّل بلورات حمراء ثلاثية الزوايا .